# Elías García Martínez
Elías García Martínez (Requena, 20 luglio 1858 – Utiel, 1º agosto 1934) è stato un pittore spagnolo.

## Biografia
García Martínez nacque a Requena, dove ha iniziato la sua carriera artistica. Ha studiato presso la Real Academia de Bellas Artes de San Carlos de Valencia e in Barcellona. In seguito si trasferì a Saragozza, dove sposò Giuliana Condoy Tello. Nel 1894, iniziò a lavorare come aiuto-professore nell’Escuela Provincial de Bellas Artes de Zaragoza, dove ha insegnato il corso di disegno ornamentale e ritrattistica fino al suo pensionamento nel 1929. Ha anche dato lezioni all'Instituto de Enseñanza Segunda de Zaragoza. 
La sua opera di ritrattista non è molto apprezzata dalla critica, in quanto non sembra avesse recepito le innovazioni della modernità.
Morì ad Utiel all'età di 76 anni.

## Ecce Homo

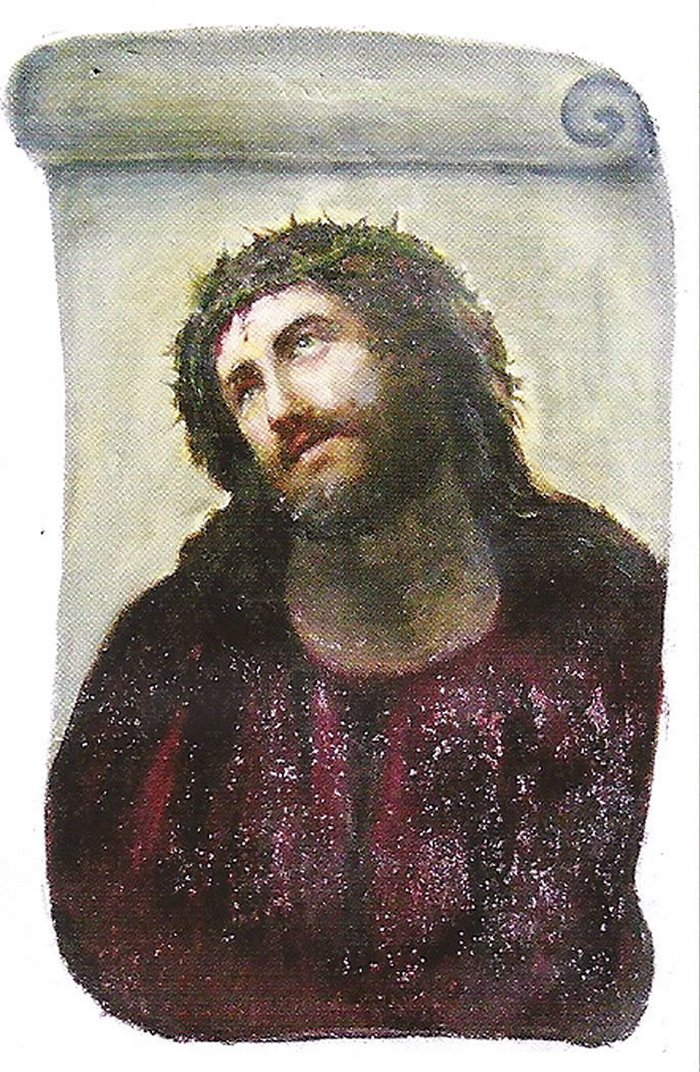
Ecce Homo prima del discusso restauro.

Il suo Ecce Homo, pittura murale (copia da Guido Reni), nel Santuario della Misericordia di Borja, ha attirato l'attenzione nel 2012, in seguito ad un restauro errato.